# スタッド・マルセル＝ピコー
スタッド・マルセル＝ピコー（Stade Marcel-Picot）は、フランス, ムルト＝エ＝モゼル県, トンブレーヌにあるスタジアム。ASナンシーのホームスタジアムとなっている。収容人数は20,087。

## 概要
2003年にスタジアム改修が終了し収容人数が現在の20,087まで引き上げられている。

## 入場者数

### 最多入場者数
- 30,384 ナンシー v サンテティエンヌ, 1976.09.16

## ギャラリー

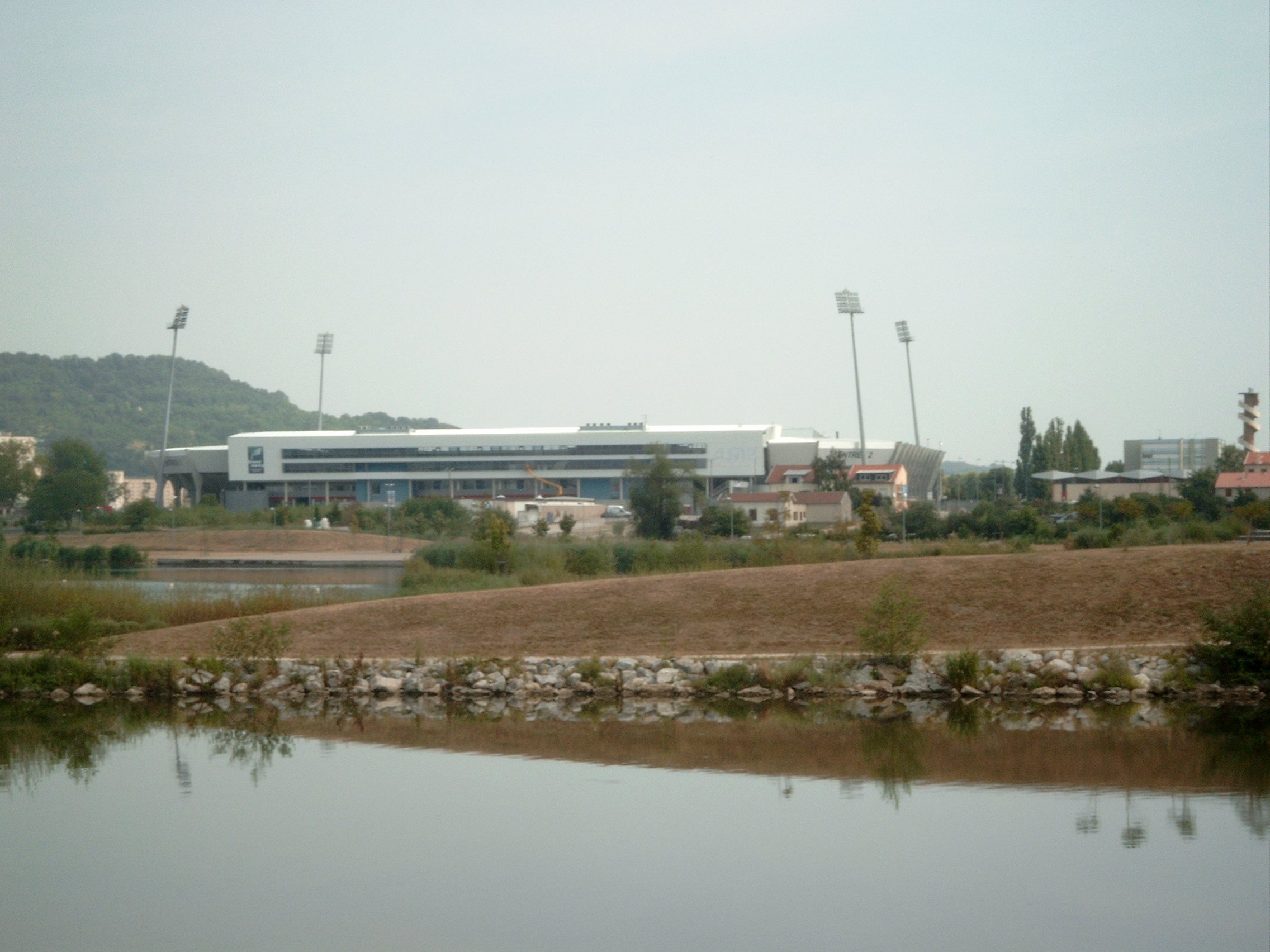